# Jeroni Vich i Vallterra

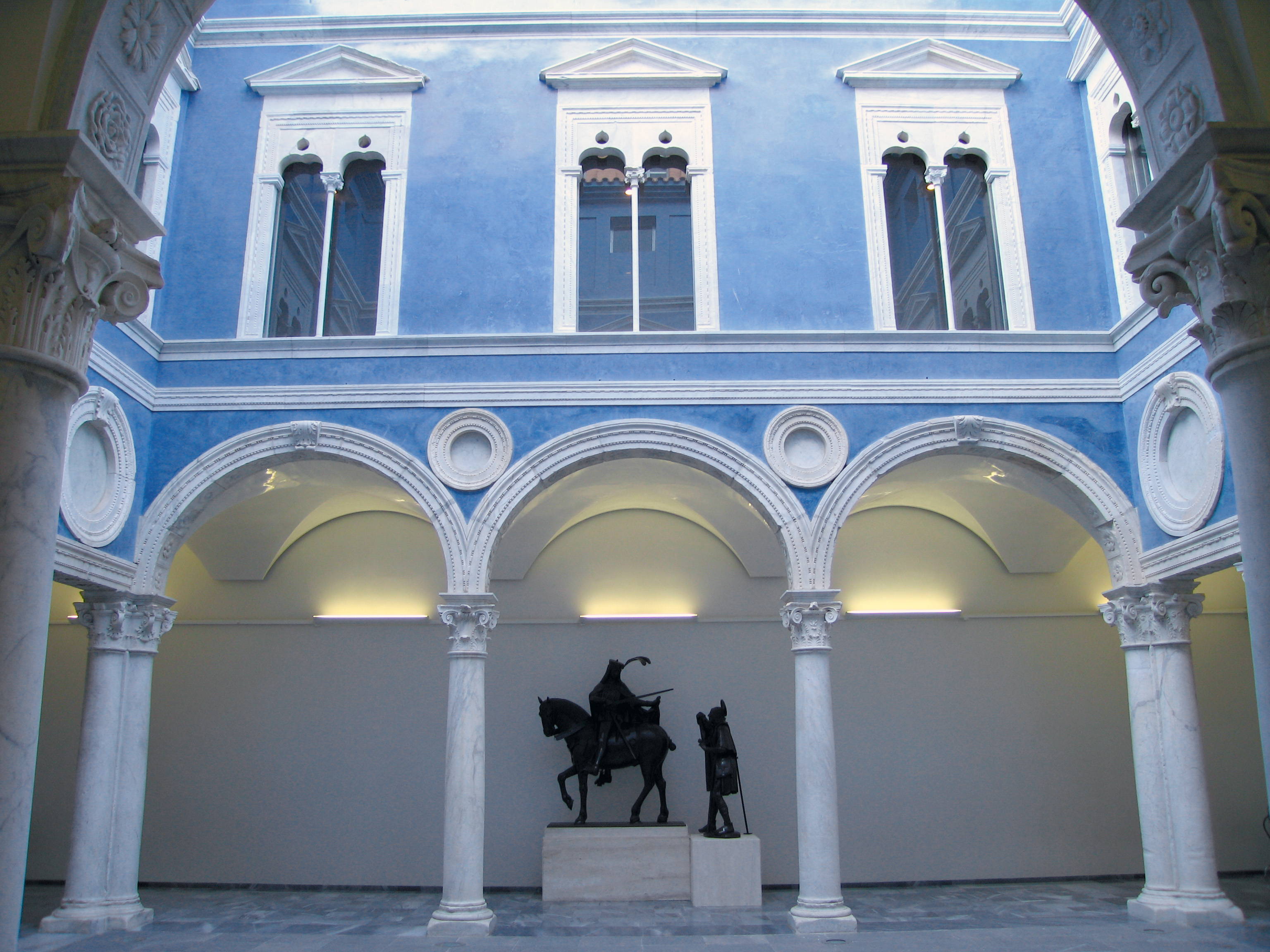
Pati Vich, actualment reconstruít al Museu de Belles Arts de València

Jeroni Vich i Vallterra (València, 1459-1535), conegut com l'ambaixador Vich, va ser un aristòcrata i diplomàtic valencià.

## Biografia
Jeroni Vich, baró de Llaurí, Beniomer, Beniboquer i Matada, era el fill primogènit de Lluís Vich i de Corbera, Mestre Racional del rei d'Aragó, i de Damiata de Vallterra. La família Vich representaven una aristocràcia moderna, allunyada dels tipus medievals i més dedicats al servei de l'Estat (tenien càrrecs de govern, diplomàtics o militars). En aquest context, Jeroni Vich fou designat per la Corona com a ambaixador a Roma des de 1507, amb Ferran el Catòlic (a qui acompanyà a Itàlia durant la primera dècada del segle xvi), fins a 1521 ja amb Carles I. Arribà a Roma el 1507 i va representar a la Corona sota els pontificats de Juli II i Lleó X, sent així testimoni dels esdeveniments importants del renaixement italià, tant històrics com artístics. A la seua tornada a València el 1521 va manar construir un nou palau, dins dels corrents més italianitzans del moment. D'aquesta manera Jeroni Vich es convertí en un dels principals promotors del nou estil a la ciutat a principis del segle xvi. Estava casat amb Violant Ferrer.

## Mecenatge
Jeroni Vich va mostar a la llarga de la seua vida un gran interés per l'art. Exemple d'això fou la seua important biblioteca i la col·lecció de pintures, la majoria d'aquestes després passarien per donació al Monestir de la Murta, d'Alzira, molt vinculat als Vich. Així, va finançar la construcció de l'església del monestir, que havia impulsat el seu germà, el cardenal Guillem Ramon de Vich i Vallterra, convertint-la en un panteó familiar. També va donar a la capella familiar una Verònica i un retaule d'alabastre portat d'Itàlia.
Durant la seua estada a Roma va encarregar a Sebastiano del Piombo en 1516 un tríptic amb la Lamentació sobre el cadàver de Crist (actualment al Museu del Hermitage de San Petersburg) i el Descens de Crist al Limb (Museu del Prado). També va comprar Crist amb la creu, que va vincular al patrimoni de la família. Aquesta pintura va anar a parar a la col·lecció de Felip IV de Castella, ja que el besnet de Jeroni, Diego Vich la va entregar per pagar uns deutes. Es va destinar a la sagristia del Monestir de l'Escorial fins que va ingressar als fons del Museu del Prado el 1839.
Però l'obra que més influència va tindre, sobretot pel que fa a la difusió del nou corrent artístic del Renaixement, fou la construcció del seu Palau a la seua tornada d'Itàlia. El palau, acabat el 1527, utilitzava un llenguatge totalment renaixentista, sobretot al pati o cortile, plenament italià (se suposa que fou importat directament) és de marbre blanc, amb vuit columnes de capitell corinti finament tallades formant el conegut motiu d'una serliana (arc entre dintells). El Palau fou enderrocat el 1859, però se salvaren els elements de marbre (columnes, capitells, dintells, etc.) que formaven el pati, que foren desmontats i custodiats per l'Acadèmia de Belles Arts de sant Carles. En un primer es col·locaren al Museu de Belles Arts com a elements decoratius a les sales d'exposició de l'antic convent del Carme, fins al 2007 quan es va desmuntar les peces per a reconstruir la totalitat del pati en una discutida instal·lació museogràfica al Museu de sant Pius V.